# Анізоцитоз
Анізоцитоз (англ. Anisocytosis) — медичний термін, який означає стан, за якого еритроцити людини мають неоднаковий розмір. Патологія часто зустрічається при анемії та інших захворюваннях крові, тому симптоми також схожі — швидка втома, нестача сил, головні болі, м'язова слабкість, прискорене серцебиття, задишка.

## Етимологія
З давньогрецької мови термін Anisocytosis розшифровується як an — без/негативна якість, iso — рівний, cyt — клітина, osis — стан.

## Виявлення анізоцитозу
Анізоцитоз можна виявити під час загального аналізу крові, коли спеціаліст звертає увагу на форму та розмір еритроцитів. Нормальний розмір еритроцитів становить від 7 до 9 мкм. Еритроцити, менші за 6,9 мкм називаються мікроцитами, від 8 до 12 мкм — макроцитами, більше за 12 мкм — мегалоцитами. Приблизно допустиме відхилення — 30 % еритроцитів нестандартного розміру. Перевищення цього значення свідчить про початок анізоцитозу.
Хибно діагностувати анізоцитоз в загальному аналізі крові можуть підвищена кількість лейкоцитів, аглютиновані еритроцити, фрагменти еритроцитів, гігантські тромбоцити або тромбоцитарні згустки.

## Типи захворювання
Відповідно до розміру еритроцитів, анізоцитоз роділяється на:
- анізоцитоз з мікроцитозом — дефіцит заліза, серповидноклітинна анемія;
- анізоцитоз з макроцитозом — дефіцит фолатів або вітаміну В12, аутоімунна гемолітична анемія, цитотоксична хіміотерапія, хронічні захворювання печінки, мієлодиспластичний синдром;
- анізоцитоз з нормальним розміром еритроцитів — ранній дефіцит заліза, вітаміну В12 або фолатів, диморфна анемія, серповидноклітинна анемія, хронічні захворювання печінки, мієлодиспластичний синдром[4][5].

## Причини появи анізоцитозу
Найчастішою причиною появи анізоцитозу є неправильне та незбалансоване харчування, особливо, коли захворювання діагностовано на ранній стадії. Це включає вживання продуктів з великою кількістю харчових добавок, консервів, відсутність м'яса тощо. Наступною найпоширенішою причиною є дефіцит вітаміну В12 — сприяє утворенню червоних тілець крові, вітаміну А — відповідає за нормальний розмір утворюваних тілець. Також спричинити анізоцитоз може дефіцит заліза або більш серйозні захворювання як онкологія.
Лікування анізоцитозу полягає у ліквідації його причин його появи. Окрім збалансованої дієти, лікарем може бути призначений спеціальний вітамінний комплекс або інші добавки. Якщо причини більш серйозні, може бути призначене додаткове обстеження.

## Зв'язок з переливанням крові
Одна з причин появи анізоцитозу — переливання крові від хворої людини. Якщо попередньо не був проведений аналіз і кров від хворого донора була перелита реципієнту, висока ймовірність тощо, що у нього також проявляться симптоми. Навіть здорова раніше людина може почати страждати на анізоцитоз, оскільки організм не готовий до різкої зміни еритроцитів. Через деякий час, ситуація може нормалізуватись, коли нестандартного розміру еритроцити будуть замінені звичайними.